# Dominik Baldauf
Dominik Baldauf (* 23. April 1992 in Bregenz) ist ein ehemaliger österreichischer Skilangläufer und Polizeischüler.

## Werdegang
Dominik Baldauf besuchte das Sportgymnasium in Dornbirn. Baldauf erzielte im März 2013 mit Rang neun beim 30-km-Freistil-Massenstartrennen in Campo Carlo Magno sein erstes Top-10-Resultat im Alpencup. Sein Debüt im Skilanglauf-Weltcup gab er im Dezember 2014 im Sprint in Davos, wo er Platz 33 belegte.
Seine ersten Weltcuppunkte gewann er als 26. des Sprints von Rybinsk im Januar 2015. Bei den Weltmeisterschaften 2015 in Falun war Baldauf Teil der österreichischen Mannschaft und wurde 19. im Sprint sowie 45. über 15 km Freistil. Im März 2015 wurde er Österreichischer Meister im Sprint.
Bei den Weltmeisterschaften 2017 in Lahti errang er jeweils den 18. Platz im Sprint und zusammen mit Luis Stadlober im Teamsprint. Im folgenden Jahr wurde er österreichischer Meister über 30 km und im Sprint. Seine besten Platzierungen bei den Olympischen Winterspielen 2018 in der südkoreanischen Stadt Pyeongchang waren der 35. Platz im Sprint und der 13. Rang mit der Staffel.

### Dopingsperre 2019
Bei der Nordischen Skiweltmeisterschaft 2019 belegte Baldauf gemeinsam mit seinem Teamkollegen Max Hauke im Teamsprint klassisch in Seefeld in Tirol am 24. Februar den sechsten Rang. Im Zuge einer vom Bundeskriminalamt gemeinsam mit der Schwerpunktstaatsanwaltschaft für Dopingdelikte München dort durchgeführten Dopingrazzia („Operation Aderlass“) wurde der damals 26-Jährige am Morgen des 27. Februar gemeinsam mit seinem Teamkollegen Max Hauke und drei weiteren Skilangläufern festgenommen.
Baldauf gestand das Blutdoping, wurde anschließend wieder freigelassen und vom Internationalen Skiverband (FIS) vorläufig gesperrt.
Im Juli 2019 wurde Baldauf von der österreichischen Anti-Doping Rechtskommission (ÖADR) für vier Jahre bis zum 28. Februar 2023 gesperrt.
Im Jänner 2020 musste sich der ehemalige Olympionike und WM-Teilnehmer zusammen mit dem Radprofi Georg Preidler am Landesgericht Innsbruck wegen des Vorwurfs des gewerbsmäßigen schweren Betrugs verantworten und er wurde am 14. Jänner 2020 zu fünf Monaten Haft auf Bewährung verurteilt.
Nach seiner strafrechtlichen Verurteilung absolvierte Baldauf eine Ausbildung zum Volksschullehrer, ehe er seinen Lehrerdienst an der Volksschule Hittisau in Vorarlberg antrat. Aufgrund seiner Verurteilung konnte er die Ausbildung zum Polizeibeamten nicht mehr fortführen.